# Haco
Haco（ハコ、HACO）は、日本の女性音楽家。関西（神戸市）を拠点として前衛音楽・電子音楽などのシーンで活動する。主としてボーカルを務めるほか、作詞・作曲、編曲・サウンドエフェクト、シンセサイザーなど電子楽器・鍵盤楽器・ギター・エレクトリックマンドリン・打楽器などの演奏も手がける。本名・生年月日非公表。

## 経歴

### After Dinner時代〜再評価
Hacoのキャリアは、1981年に活動を開始したアヴァン・ポップバンド「After Dinner（アフター・ディナー）」に始まる。1982年に音響技士・宇都宮泰の手によるシングル『AFTER DINNER / 夜明けのシンバル (Cymbals at Dawn)』で兵庫県西宮市のインディーズレーベル「かげろうレコード」からレコードデビュー、1983年には大阪のインディーズレーベル「カンガン・レコード」からアルバム『GLASS TUBE』を発表。歌を軸にしながらも民族音楽や雅楽やミュジーク・コンクレートの導入など実験的な音楽性が国内外で高く評価され、多くのミュージシャンの支持を得る。特にデビューシングルはドイツ国営放送の永久保存盤として保管されることになる。1984年に海外デビュー盤となる『AFTER DINNER』がイギリスのレコメンデッド・レコードから発売され、斬新な音楽性について評判が広がる。1989年には、セカンドアルバム『PARADISE OF REPLICA』を京都市伏見区のインディーズレーベル「ゼロレコード」とスイスの「RecRecミュージック」から同時に発表。
ライブ活動は、京都大学西部講堂、法政大学市ケ谷キャンパス学生会館大ホール、扇町ミュージアムスクエアなどで行われ、1987年よりヨーロッパを中心に海外ツアーを開始。ヨーロッパ遠征ツアーが反響を呼び、イギリスのNME誌、『メロディ・メイカー』誌などのレビューで称讃されている。1988年にファースト・ツアーの成果として、『SOUVENIR CASSETTE』(ゼロレコード、日本 / レコメンデッド・レコード、イギリス)を発表。長らく廃盤になっていたが、2019年に初CD化され、『The Souvenir Cassette and Further Live Adventures』として、イギリスの「ReR Megacorp (国内配給盤: ディスクユニオン) 」より再発される。ライナーノーツでは、Hacoによる回想録「私の人生を変えた海外デビューツアーとそのお土産」で当時のようすが伝えられている。
また1990年に公開されたフレッド・フリス主演の音楽ドキュメンタリー映画『ステップ・アクロス・ザ・ボーダー』に、Hacoは宇都宮泰のスタジオなどで出演しており、サウンドトラックにはピアノで弾き語りした楽曲「After Dinner」が収録されCD発売されている。
レコード盤は、2021年にファーストアルバムとシングル等を再編集した『After Dinner: 1982-85』(Soave Records、イタリア) 、2022年にはセカンドアルバム『PARADISE OF REPLICA』(Aguirre Records、ベルギー)が再発され、アメリカのピッチフォーク誌のレビューで「ミニチュアの世界にある魅惑的なシネマのごとくスペクタクルを感じさせる。」と高評価を得る。
海外進出をきっかけに、その音楽的影響は今日においても広がりを見せている。2016年には、アイルランドの音楽プロデューサー、デヴィッド・ホルムスが監修したコンピレーション・アルバム『LATE NIGHT TALES: David Holmes』(Night Time Series Ltd、イギリス）に、After Dinnerの楽曲「Paradise of Replica」が収録され世界配給となる。ライナーノーツには「この曲もハリウッド・フォーエバー・セメタリーでDJしていた頃のお気に入りの１曲—」と記されている。
2020年、米国ニューヨークのラジオ局KPISS.FMの番組「Paradise of Replica」がDJ Kyleにより開始される。この番組名はAfter Dinnerのセカンドアルバムにインスパイアされており、番組のイントロ部分で流されるテーマ曲にもなっている。 また、ニューヨーク市内にあるレコード店「Paradise of Replica」は同番組の主宰者によって翌年より運営されていることが、Haco自身のブログなどで明らかにされている。
「彼らの作品はジム・オルーク、サーストン・ムーア、ジョン・ゾーンからも称賛され、今なお若いリスナーに刺激を与えている。」(2020年4月レコード・コレクターズ誌より)。

### ソロ活動
1991年にAfter Dinnerの活動が事実上停止した後、1995年に初ソロ・アルバム『HACO』を、「ミディクリエイティブ」よりリリース。1996年にソロでは初のヨーロッパ・ツアーを行う。その頃は、歌いながらコンパクトなサンプラーと電子ドラム音源を操作し、打楽器や独自のサウンドオブジェも組み合わせる演奏スタイルであった。なかでも電子玩具によるフィードバックを用いた「ハウリング・ポット」は、ロンドンのLMCフェスティバルなどで注目され、イギリスのガーディアン誌に「彼女はティーポットでグレートに演奏した」さらに「ジョン・LウォーターズはHacoをこう称賛する。日本からやってきた本物のスター」などと評される。その後も続けてヨーロッパの各国や北米、オセアニアの革新的音楽・アートフェスティバルで数多く公演することになる。2005年頃よりボーカルとともに楽器としてのラップトップパソコンやエフェクターを組み合わせた演奏システムへと移行している。2019年にはオランダのユトレヒトで開催されている音楽祭「Le Guess Who?」でジェニー・ヴァルの選出により、ソロ公演を行った。
レコーディング制作では、1995年頃より宅録のスタイルを貫いており、歌録りも含めて編曲やミキシングまでを自身で手がけている。また共作者とサウンドファイルを送り合うなど遠距離でのコラボレーションも取り入れている (インタビューより、 Chain D.L.K.誌、アメリカ) 。
2007年にアルバム『Riska』、2011年に『Forever and Ever』をディスクユニオン傘下のレーベル「アルカンジェロ」より発表。2015年には『Secret Garden』(Nuovo Immigrato、日本) がリリースされ、「どれもじっくりと練り込まれた果ての音とメロディで、美しさが全体を貫き充実している。」とストレンジ・デイズ誌で評価された。
2017年に発表した7枚目ソロアルバム『Qoosui (クースイ)』(Someone Good/Room40]、オーストラリア/ CD国内配給: インパートメント)は 、2020年4月に刊行された単行本『ニューエイジ・ミュージック・ディスクガイド』(著: 門脇綱生 / 出版: ディスクユニオン) の中で、「電子音が生み出す清流。リリシズムが息づく清らかな歌声と、自然美に包まるようなみずみずしいアンビエンス、音と音が調和し合い、潤い溢れる音世界が作り上げられている。」と紹介されている。
2021年には8枚目アルバム『Nova Naturo (ノヴァ・ナチュロ)』を、前作に続きオーストラリアの「Someone Good (ローレンス・イングリッシュ主宰のRoom40姉妹レーベル)」より発表。「生楽器の響きにこだわった前半から音響系アンビエントへ進み、更にはネオ・クラシカル風の重厚さが加わる。よくあるインテリ的なBGMサウンドではなく作り込まれた濃密な音楽。ボーダーレス、ジャンルレス、アヴァン・ポップという呼称も古い。彼女の思考や行動、人生観すら伝わってくる。」とユーロ・ロック・プレス誌 (出版:マーキー・インコーポレイティド)で高く評価された。
2024年1月に、1995年リリースのアルバム『HACO』が新リマスター盤としてボーナストラックが1曲加わりミディクリエイティブより再発される。リマスタリングはアンビエント界を代表する音楽家の畠山地平が担当している。TURN (Tokyo) 誌に「ポストパンク、「第四世界」、音響派、アンビエントの坩堝～元アフター・ディナーのヴォーカリスト／サウンド・アーティストがリリースした先駆的ファースト・ソロ作」、intoxicate誌に「これはまさに、未来の電子的無国籍空想民族音楽である。」と再評価される。

### バンド、コラボレーション
1997年以降は、「Happiness Proof (ハッピネス・プルーフ)」、「HOAHIO」、「Ash in the Rainbow」、「Yesterday's Heroes」、「Synapse」などの各種バンドでも作品を次々に発表。その音楽は通じて前衛的、実験的ながらも、美的でポップな要素も欠かせないユニークな作品になっている。また1996年頃より即興演奏を開始し、ライブやスタジオでのセッションを元にしたコラボレーション作品も多数発表。その他にも、ボーカル・トラックの提供やリミックスというかたちで共作を行っている。

### サウンドアート、ワークショップ
近年は音楽活動だけでなく、電子的な発振音・ビープ音や電磁波ノイズを採取するというスタイルで静謐な作品やアートパフォーマンスも発表しており、2005年には音響作品『Stereo Bugscope 00』がアルス・エレクトロニカの「デジタルミュージック部門」にて入賞している。
サウンドアートと即興演奏のためのワークショップを実施し、音楽の教育にも一部携わるようになる。1999年には身の周りの環境音に目を向けたフィールドレコーディングを主とするアートプロジェクト「ヴューマスターズ〜現音採集観察学会」を創立、2002-2007年にレクチャー、ワークショップ、パフォーマンス、展覧会などイベント形式で活動を行う。2010-2013年には東京都調布市の音楽祭「JAZZ ART せんがわ」に参加し、せんがわ劇場で「Hacoの音虫眼鏡ワークショップ」を開催した。

### サウンドデザイン (舞台音楽)
2005年よりコンテンポラリー・ダンスや舞台芸術の音楽も手がけており、振付家のクラウディア・トリオッジ、ルーシー・ ギャレンなどの作品でサウンドデザインを担当している。 フランスのモンペリエ・ダンス、「Nomadic Nights (パティ・スミス展選出プログラム)」 (カルチェ現代美術館)、オーストラリアのメルボルン・インターナショナル・アーツ・フェスティバルなど国際芸術祭で作品が上演された。

## ディスコグラフィ

### ソロ（及び連名ユニット、バンド）・アルバム
Haco (ソロ名義)
- 『HACO』 (1995年、CD、ミディクリエイティブ、日本 / ReR Megacorp、イギリス / Detector、アメリカ)
- 『Happiness Proof』 (1999年、CD、Pヴァイン、日本 / ReR Megacorp、イギリス / Detector、アメリカ)
- 『Stereo Bugscope 00』 (2004年、CD、Improvised Music from Japan、日本)
- 『Riska』 (2007年、CD、アルカンジェロ/ディスクユニオン 、日本)
- 『Forever and Ever』 (2011年、CD、アルカンジェロ/ディスクユニオン、日本)
- 『Secret Garden』 (2015年、CD、Nuovo Immigrato、日本)
- 『Qoosui』 (2017年、CD、Someone Good/Room40、オーストラリア / 国内配給: Yacca/Inpartmaint Inc.)
- 『Nova Naturo』 (2021年、CD、Someone Good/Room40、オーストラリア / 国内配給: Inpartmaint Inc.)
- 『HACO』 (2024年、※リマスター盤、CD、ミディクリエイティブ、日本)
- 『Another Souvenir: Solo Live in 2002』 (2024年、CD、Ftarri、日本)

After Dinner (アフター・ディナー)
- 『After Dinner / 夜明けのシンバル (Cymbals at Dawn)』 (1982年、シングル盤、Kagero Records、日本)
- 『Glass Tube』 (1984年、LP、Kang-Gung Records、日本)
- 『After Dinner』(1984年、LP、レコメンデッド・レコード、イギリス)
- 『Souvenir Cassette』 (1988年、カセット、Zero Records、日本 / レコメンデッド・レコード、イギリス)
- 『Paradise of Replica』 (1989年、LP/CD、Zero Records、日本 / RecRecミュージック、スイス)
- 『After Dinner / Live Editions』 (1991年、CD、ReR Megacorp、イギリス)  ※編集盤
- 『Paradise of Replica / Paradise of Remixes』 (2001年、CD、Bad News 、日本 / Detector、アメリカ / ReR Megacorp、イギリス)  ※再発 / 再編集盤
- 『Glass Tube (+Single)』 (2005年、CD+miniCD、アルカンジェロ/ディスクユニオン、日本)  ※再発 / 再編集盤
- 『The Souvenir Cassette and Further Live Adventures 』 (2019年、カセット、Fish Prints、アメリカ / CD、ReR Megacorp、イギリス / 国内配給: ディスクユニオン)  ※再発 / 再編集盤
- 『After Dinner: 1982-85』 (2021年、LP、Soave Records、イタリア)  ※再発 / 再編集盤
- 『Paradise of Replica』 (2022年、LP、Aguirre Records、ベルギー)  ※再発盤

Hoahio (ホアヒオ)
- 『Happy Mail』（Haco＋八木美知依+Sachiko M) (1997年、CD、Amoebic、日本)
- 『Ohayo! Hoahio!』（Haco＋八木美知依+Sachiko M) (2000年、CD、ツァディク、アメリカ )
- 『Peek-Ara-Boo』（Haco＋八木美知依+恵良真理) (2003年、CD、ツァディク、アメリカ )

Kam-pas-nel-la (カンパネルラ)
- 『Kam-pas-nel-la』(内橋和久+Haco+ジーナ・パーキンス+サム・ベネット) (1998年、CD、Festival Beyond Innocence Live Performance Series Vol.1. FBI Works/Innocent (Japan).

Ash in the Rainbow (アッシュ・イン・ザ・レインボウ)
- 『Ash in the Rainbow』（Haco＋坂本弘道) (2003年、CD、ReR Megacorp、イギリス / Detector、アメリカ)

Yesterday's Heroes  (イエスタデイズ・ヒーローズ)
- 『1979』（Haco & テーリ・テムリッツ) (2004年、CD、La Louche、フランス)

Synaps (シナプス)
- 『Raw』(Haco+イクエ・モリ+恩田晃) (2005年、CD、ツァディク、アメリカ)

ディアン・ラブロッス+マルタン・テトロ+Haco
- 『Lunch in Nishinomiya』 (2005年、CD、Improvised Music from Japan、日本)

Haco+嶺川貴子+ダステイン・ウォング+Tarnovski
- 『Kannazuki』 (2019年、CD/カセット、Warm Winters Ltd. (イギリス/スロバキア)